# René (film)
René è un documentario del 2008 diretto da Helena Třeštíková.